# Spedizione Aurora

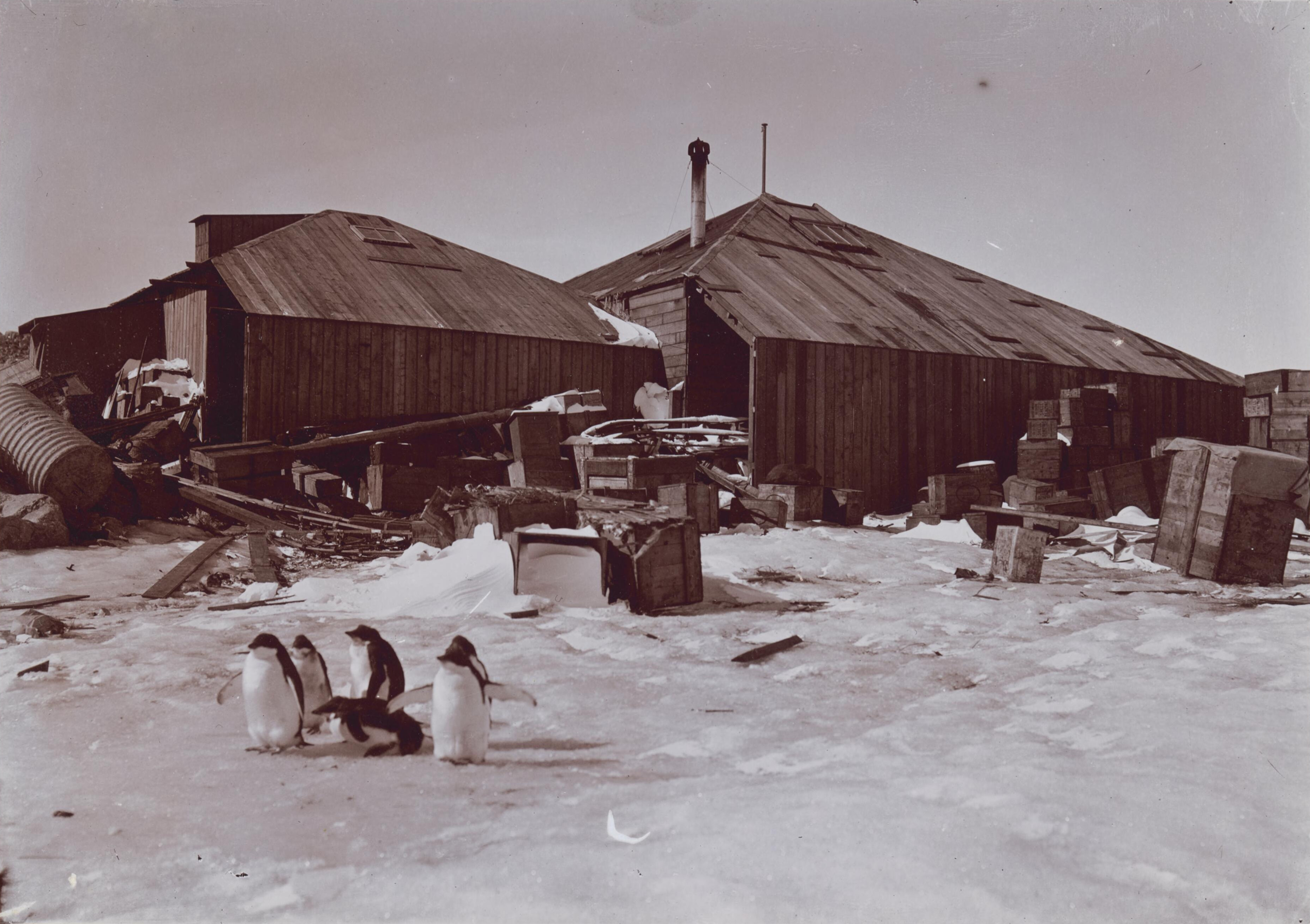
Base di Mawson

La spedizione Aurora (in inglese Aurora Expedition), il cui nome ufficiale era Australasian Antarctic Expedition, è stata una spedizione antartica australiana.
Svoltasi tra il 1911 ed il 1914 con l'ausilio della nave Aurora e sotto il comando del geologo australiano Douglas Mawson, la missione aveva come obiettivo lo svolgimento di diverse ricerche scientifiche nell'area della baia del Commonwealth.

## Storia

### Preparativi
Nel 1910 l'Australian Association for the Advancement of Science (associazione australiana per l'avanzamento della scienza), approva un piano per cartografare oltre 3 500 km di costa antartica e stanzia una considerevole somma di denaro per il finanziamento la missione. Altri fondi vengono raccolti mediante sottoscrizioni pubbliche e donazioni private.
Per la spedizione viene scelta la nave Aurora, un vapore di 600 tonnellate registrato nel Dominion di Terranova. Dopo profonde modifiche per renderla adatta ad una missione antartica (tra cui l'installazione di tre grandi cisterne per l'acqua dolce), viene assegnata al capitano John King Davis. L'equipaggio è composto principalmente da accademici delle università australiane e neozelandesi. Degli uomini che occuperanno la base sul continente antartico, 22 saranno residenti australiani, quattro neozelandesi, tre britannici ed uno svizzero.

### La missione
Il 2 dicembre 1911 l'Aurora seguita dalla nave Toroa, salpa per l'isola Macquarie. Il gruppo raggiunge l'isola l'11 dopo aver affrontato una tempesta durante la navigazione. Il 23 dicembre la sola Aurora salpa verso aree inesplorate dell'Antartide che verranno poi intitolate a re Giorgio V ed alla regina Maria. Raggiunta la costa, l'equipaggio si affretta a costruire una base a capo Denison (baia del Commonwealth), dove 18 uomini passarono l'inverno del 1912 ed otto quello del 1913. Sono costruiti anche alcuni edifici presso l'isola Macquarie ed una base occidentale sulla barriera di Shackleton.
Gli scienziati presenti nelle tre basi effettuano test scientifici di routine ed osservazioni meteorologiche che sono raccolte con grande dettaglio nei voluminosi rapporti della missione (inediti sino al 1942). Gli uomini tentano (senza successo) anche di stabilire il primo collegamento radio senza fili in Antartide con la stazione di Hobart, via isola Macquarie. Sono inoltre effettuate diverse esplorazioni con cani da slitta lungo la costa e nell'entroterra. In particolare nella seconda metà del 1912 partirono cinque importanti missioni dalla base principale e due dalla base occidentale.
Tra queste, ve ne fu una guidata da Douglas Mawson con la partecipazione di Xavier Mertz e Belgrave Ninnis nell'area orientale di capo Denison. Dopo alcuni giorni di marcia, un crepaccio inghiotte Ninnis, i suoi sei cani e buona parte delle provviste. Per i superstiti inizia un duro viaggio di ritorno, durante il quale si troveranno a nutrirsi anche del restante cibo per cani. Mertz inizia a delirare e muore poco dopo. Mawson, rimasto solo, taglia a metà la propria slitta aiutandosi con un coltellino e trasporta un carico di oltre 160 kg di campioni e provviste minime sino alla base. Mawson raggiunge capo Denison l'8 febbraio 1913, poche ore dopo la partenza dell'Aurora che era venuta a recuperare gli esploratori. Curato da sei volontari che avevano deciso di restare in Antartide ad aspettare il ritorno di Mawson e degli altri due uomini, resta sul continente per un secondo inverno. L'intera vicenda è raccontata nel libro dello stesso Mawson The Home of the Blizzard.

### Membri della spedizione
Oltre a Douglas Mawson, occorre ricordare la presenza di Frank Hurley (fotografo), Frank Wild (comandante della base occidentale), Charles Hoadley (geologo) e Cecil Madigan (meteorologo).